# Eric Maxim Choupo-Moting
Eric Maxim Choupo-Moting, né le 23 mars 1989 à Hambourg, est un footballeur international camerounais qui évolue au poste d'attaquant au New York Red Bulls.Il possède également la nationalité allemande.
Formé au Hambourg SV, Choupo-Moting y fait ses premiers pas professionnels avant d’être prêté à Nuremberg. Il se révèle sous les couleurs de Mayence entre 2011 et 2014. Parti jouer pour Schalke 04, l'attaquant confirme les espoirs placés en lui. En 2017, il s'en va pour la première fois à l'étranger, à Stoke City en Angleterre, mais le club est relégué dès la première saison. Libre de tout contrat, il rejoint en 2018 le Paris Saint-Germain.
En équipe nationale, Choupo-Moting compte plusieurs sélections dans les équipes de jeunes avec l'Allemagne mais en 2010, il choisit de jouer pour l'équipe du Cameroun dont il est le capitaine depuis 2018, avec qui il est médaillé de bronze à l'issue de la CAN 2021.

## Biographie

### Enfance et formation
Eric Maxim Choupo-Moting est le fils de Camille Just Choupo-Moting, joueur de basket camerounais, et d’une mère allemande, Ina Fottker. Choupo-Moting fait ses premières armes au FC Teutonia 05 avant de rallier Hambourg-Ottensen. En 2000, Eric qui a alors 11 ans, s’installe au Altonaer FC 1893, avec lequel il remporte une Coupe de jeunes avant de déménager au FC Sankt Pauli en 2003, puis à Hambourg SV où il s’installe durablement à quinze ans.

### Début à Hambourg (2007-2011)
Choupo-Moting parfait alors sa formation et signe son premier contrat professionnel chez les Rothosen le 5 mai 2007, qui court préalablement jusqu’en 2010. Mais le joueur prolonge d’une saison (jusqu’en juin 2011) en février de l’année suivante. Il fait partie du groupe de HSV retenu pour la saison 2007-2008. En août 2007, Choupo-Moting inscrit son premier but professionnel au cours de la victoire (1-0) en match amical contre le Juventus FC. Quatre jours plus tard, 5 août 2007, il est aligné pour sa première compétition officielle, en Coupe d'Allemagne lors d'une large victoire (5-0) face à Holstein Kiel.
À l’été 2009, le jeune Moting est prêté pour une saison au FC Nuremberg. Le 19 septembre de la même année, il inscrit son premier but en Bundesliga lors de la défaite (1-2) contre le Bayern Munich. Peu utilisé dans un premier temps, il est titularisé seulement deux fois en dix matchs lors de la phase aller. En 27 matchs, il inscrit six buts et devient le deuxième attaquant le plus prolifique de la saison des Rouge et Blanc.
Lors du mercato hivernal de la saison 2010-2011, à quelques mois de la fin de son contrat avec Hambourg, qui ne compte alors plus sur lui, le club du nord de l’Allemagne se met d’accord avec le FC Cologne pour un transfert dans les ultimes heures du marché de janvier. Mais celui-ci ne peut être finalisé dans les temps. Au terme de la saison, en fin de contrat, Thomas Tuchel insiste auprès de la direction du FSV Mayence pour recruter l'attaquant qui évolue avec l'équipe réserve, qu'il connait depuis les catégories de jeunes.

### Révélation à Mayence (2011-2014)
Après plusieurs saisons à Hambourg, Eric-Maxim Choupo-Moting s'engage avec le FSV Mayence de Thomas Tuchel, pour un contrat qui court jusqu’en juin 2014.
Gêné par des blessures au genou en 2012-2013, Choupo-Moting traverse une saison blanche. En 2013-2014, il inscrit onze buts, ce qui reste à ce jour son meilleur total sur une saison.
À l'été 2014, en fin de contrat, l'attaquant s'engage avec Schalke 04.

### Schalke 04 et Stoke City (2014-2017)
Eric Choupo-Moting s'engage pour trois saisons avec le FC Schalke 04, arrivant sans indemnité de transfert à Gelsenkirchen.
Le 21 septembre 2014, Eric Maxim Choupo-Moting marque un pénalty à la 40e minute du jeu d'une panenka lors du match nul (2 à 2) entre son équipe le FC Schalke 04 et l'Eintracht Francfort comptant pour la Bundesliga.
En 2017, en fin de contrat, l'attaquant quitte pour la première fois l'Allemagne et s'engage pour trois saisons avec Stoke City, jusqu’en 2020.
Après une saison pleine en Angleterre, composée de cinq buts et autant passes décisives en 30 rencontres de Premier League, Stoke City ne peut éviter la relégation et Eric est libéré de son contrat.

### Signature au PSG (2018-2020)

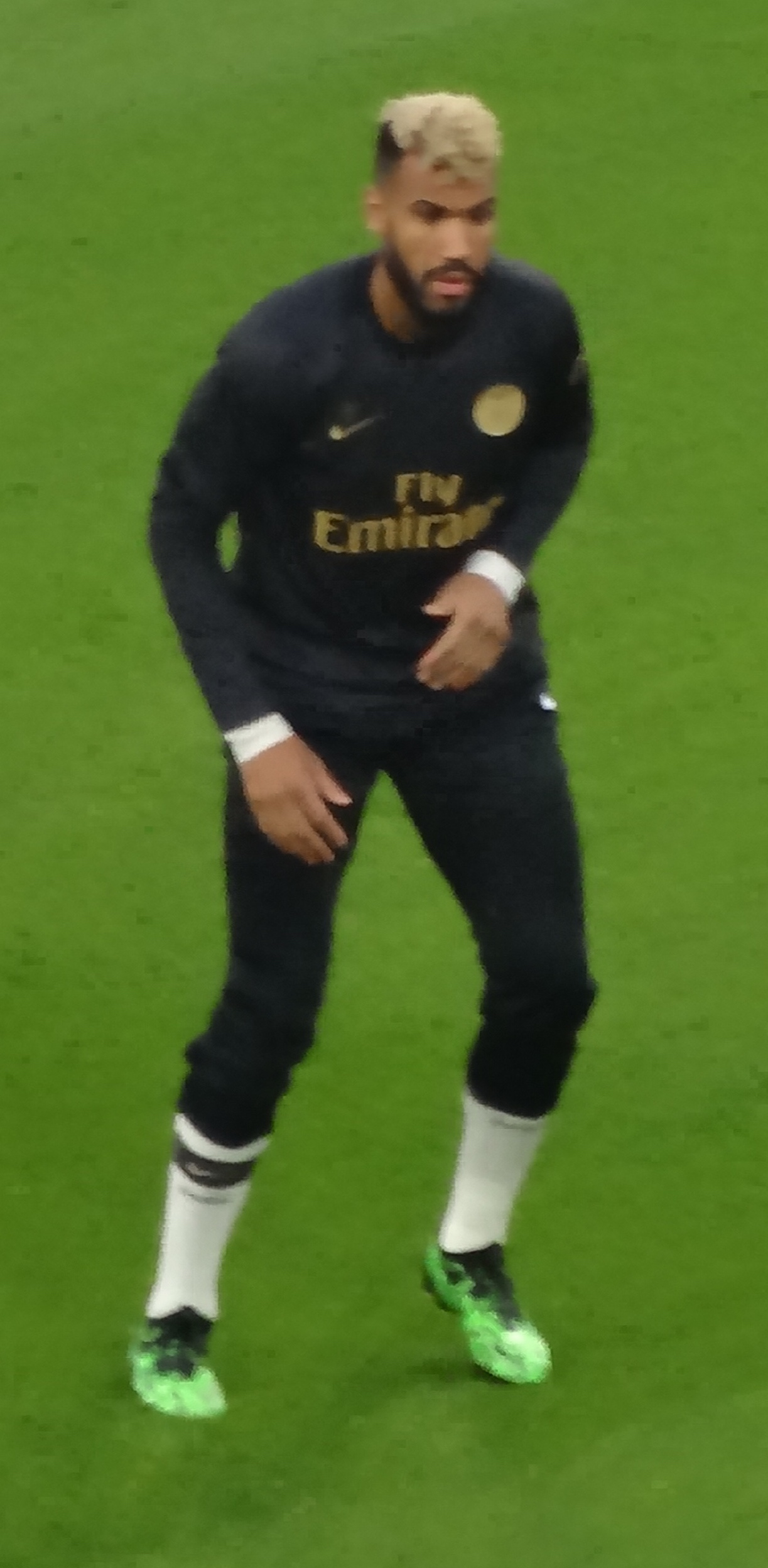
Choupo-Moting avec le PSG en 2019.

Choupo-Moting rejoint le Paris SG le 31 août 2018. Il y retrouve l'entraîneur allemand Thomas Tuchel qui l'a coaché à Mayence. Il signe en tant que doublure d'Edinson Cavani. À Paris, il retrouve Thilo Kehrer avec qui il a joué à Schalke, et rencontre un quatrième allemand avec qui les deux joueurs partagent le même agent, Julian Draxler. Il débute sous ses nouvelles couleurs le 18 septembre 2018 contre Liverpool en Ligue des champions (défaite 3-2 à Anfield). Cinq jours plus tard, le 23 septembre 2018, il inscrit son premier but en Ligue 1, lors d'un match à l'extérieur contre le Stade rennais (victoire 1-3 au Roazhon Park) où il marque à la 83e minute, sur un centre de Thomas Meunier, cinq minutes après être entré sur le terrain en remplacement de Marco Verratti.
Le 28 octobre 2018, il est titularisé à la place de Kylian Mbappé lors du classique à Marseille (victoire 0-2).
Après une première partie de saison marquée surtout par son inefficacité, il parvient néanmoins à trouver sa place dans l'équipe, étant autant apprécié par les supporteurs que par le vestiaire. Il se décrit notamment une relation fraternelle avec Kylian Mbappé, dont il partage les origines camerounaises. Le 7 avril 2019, Choupo-Moting est titulaire face au Racing Club de Strasbourg lors d'un match qui verrait les Parisiens remporter le championnat en cas de victoire. Auteur de l'ouverture du score, il se distingue pour un autre fait de jeu, malgré lui. Alors que Christopher Nkunku lobe le gardien adverse et que le ballon se dirige vers les filets, l'attaquant le dévie, le cuir heurtant le poteau et s'immobilisant, et empêche ainsi le but. La rencontre se solde par un nul 2-2 qui retarde le sacre du PSG et prive le club de fêter le titre à domicile,. À la fin du match, Choupo-Moting est le seul joueur parisien à venir répondre aux questions des journalistes et aborde le sujet, présentant ses excuses et expliquant la situation : « Au début, je pensais qu’il [Nkunku] allait peut-être me donner la passe. Il a tiré et j’ai pensé que le défenseur allait peut-être prendre le ballon. Après, j’ai hésité à le prendre en me demandant si je n’étais pas hors-jeu », ajoutant « Je garde la tête haute »,. Déjà décrié pour ses performances, il devient l'objet de nombreuses parodies sur les réseaux sociaux.
Le 21 avril 2019, il remporte le championnat.
Pendant le mercato estival, il est plusieurs fois poussé vers la porte de sortie. Mais durant le match contre Toulouse (entré en début de première mi-temps à la suite de la blessure d'Edinson Cavani), il réalise une grosse prestation en étant élu homme du match avec deux buts à la clé, dont un exploit individuel remarqué, marquant un but après une roulette. Il marque encore un but le week-end d'après face à Metz (victoire 2-0).
En février 2020, Choupo-Moting est retiré de la liste de joueurs inscrits pour disputer la phase finale de la Ligue des champions.
Alors que la saison est interrompue pour cause de pandémie de Covid-19, la direction du PSG décide de ne pas conserver son attaquant à l'issue de son contrat. Alors que les finales de coupes nationales doivent se jouer en juillet, le Camerounais signe une prolongation de contrat de deux mois, contrairement à Thomas Meunier et Edinson Cavani, qui quittent le groupe. Le PSG remporte la coupe de France et la coupe de la Ligue, sans que Choupo-Moting n'entre en jeu.
Le 4 août 2020, l'attaquant camerounais est réintégré dans la liste du PSG pour disputer le "final 8" de la Ligue des champions à Lisbonne. Le lendemain, il blesse Marco Verratti lors d'un contact à l'entrainement, le rendant indisponible pour les échéances européennes à venir. Le 12 août, lors du quart de finale de la Ligue des champions face à l’Atalanta Bergame, il entre à la 79e minute et marque à la 93e minute le but victorieux qui permet au PSG d’aller en demi-finale, après s'être monté décisif sur l'égalisation de son équipe.

### Retour en Allemagne, au Bayern Munich (2020-2024)
Après être arrivé au terme de son contrat avec le Paris Saint-Germain, il signe pour deux saisons au Bayern Munich, le 5 octobre 2020, dernier jour du mercato estival. Le 15 octobre 2020, il est titulaire en coupe d’Allemagne en inscrivant un doublé. Eric Choupo-Moting dispute la Coupe du monde des clubs de la FIFA 2020 avec le Bayern qui est qualifié pour la finale, contre les Tigres UANL.
Le 4 juin 2021, il prolonge son contrat de deux années jusqu’en juin 2023. Le 26 août 2021, il inscrit un quadruplé contre une équipe de 5e division, Bremer SV, pour le 1er tour de la Coupe d'Allemagne.
En mars 2022, Bild révèle qu'Eric Choupo-Moting est victime d'une remarque raciste de la part d'un employé du Bayern Munich. À la suite de cette attaque verbale visant également son coéquipier Serge Gnabry, le club décide de licencier le magasinier responsable afin d'apporter son soutien à ses joueurs.
Avec le départ de Robert Lewandowski pour le FC Barcelone à l'été 2022, le rôle de Choupo évolue avec le Bayern car il passe de remplaçant à titulaire à la pointe de l'attaque de son club. Il réalisera sa meilleure saison avec le Recordmeister en marquant 17 buts et délivrant 4 passes décisives en 30 matchs. Il aurait sans doute fait mieux s'il ne s'était pas blessé au cours de la saison.
En mars 2023, il prolonge son contrat jusqu'au 30 juin 2024. 
L'arrivée de Harry Kane en août 2023 le fera encore chuter dans la hiérarchie des attaquants du Bayern Munich.
Le 30 juin 2024, il quitte le Bayern Munich à la fin de son contrat et est désormais libre de tout contrat.

### En équipe nationale

#### Allemagne en jeunes (2009-2010)
Le 13 novembre 2009, Choupo-Moting inscrit son premier but avec l'équipe d'Allemagne espoirs, lors d'une rencontre face à l'Irlande du Nord rentrant dans le cadre des éliminatoires de l'Euro espoirs 2011 (score : 1-1). Quatre jours plus tard, il inscrit un nouveau but face à Andorre, contribuant ainsi à la plus large victoire de l'histoire de son équipe (11-0).

#### Cameroun en A (depuis 2010)
En 2010, Eric Maxim Choupo-Moting est appelé par Paul Le Guen afin de jouer pour l'équipe du Cameroun, devançant ainsi Matthias Sammer qui représentait la fédération allemande. Après accord de la FIFA fin mai 2010, il est autorisé à disputer la Coupe du monde 2010 en Afrique du Sud.
Il inscrit son premier but contre la Serbie le 5 juin 2010 en match amical, puis son premier en match officiel contre l'île Maurice le 4 septembre 2010, lors des éliminatoires de la CAN 2012.
En 2017, le binational refuse de rejoindre les Lions indomptables qualifiés pour la CAN, afin de se concentrer sur son club de Schalke. Au Gabon, le Cameroun est sacré sans lui et Hugo Broos, le sélectionneur belge démis depuis, conserve un souvenir mitigé de son international.
En 2018, le nouveau sélectionneur Clarence Seedorf le rappelle en sélection début septembre pour un match face aux Comores. En octobre il le désigne capitaine de la sélection. Le statut de Choupo-Moting en sélection nationale pourrait surprendre vue sa situation délicate avec son club du Paris Saint Germain. Mais c’est son état d’esprit qui est récompensé. "Il comprend ce que nous, le staff, voulons en termes de mélange entre notre mentalité et la mentalité locale. Dans l’équipe, il est celui qui est aimé de tous. Il a aussi une belle prestance" déclare Clarence Seedorf, le sélectionneur du Cameroun pour la Can 2018.
Pour son premier match avec le brassard, il est l'unique buteur d'un match qualificatif pour la CAN 2019 contre le Malawi, mais il se blesse à la cuisse et rentre ensuite à Paris.
Le 10 novembre 2022, il est sélectionné par Rigobert Song pour participer à la Coupe du monde 2022.

## Style de jeu
Eric Choupo-Moting est un attaquant polyvalent, principalement utilisé sur le côté gauche ou dans un rôle de neuf et demi.
Christian Heider, directeur sportif du FSV Mayence lors du passage de Choupo-Moting, déclare qu'il « est un excellent joueur. (...) Il est rapide, technique, bon de la tête et intelligent ». Sélectionneur du Cameroun de 2011-2012, Denis Lavagne confirme à son arrivée à Paris en 2018 qu'« il a bénéficié d’une « formation à l’allemande », et développe des qualités techniques au-dessus de la moyenne. (...) Sur le plan technique et de l’intelligence de jeu, il sera au niveau du PSG, mais ce qui lui manquera peut-être c’est la détermination et l’ambition ».
Cependant, il ne parvient jamais à maintenir ses performances sur la durée. « Son problème c’est qu’il manque de continuité, il peut faire trois ou quatre matchs consécutifs au niveau d’un joueur de classe mondiale et ensuite rencontrer des difficultés. Il a aussi connu des blessures au genou qui l’ont freiné dans sa progression », relate Christian Heider. Hugo Broos, ex-sélectionneur du Cameroun confirme « Il a une bonne tactique, il ne perd pas beaucoup de ballons, mais son problème est mental. Il doute très vite et c’est peut-être pour ça qu’il n’a pas eu le parcours qu’on pouvait espérer au regard de son potentiel ». Pour autant, Thomas Tuchel, qui le fait venir à Mayence en 2011 puis au PSG en 2018, dit de lui qu'« il a un caractère très positif, top niveau (...). Maxim peut avoir un impact en une minute, il ne perd jamais espoir et peut être décisif dès qu'il sort du banc ».

## Statistiques

### Générales par saison
| Saison                | Club                  | Championnat           | Championnat | Championnat | Championnat | Coupe nationale | Coupe nationale | Coupe nationale | Coupe de la Ligue | Coupe de la Ligue | Coupe de la Ligue | Supercoupe | Supercoupe | Supercoupe | Compétition(s) continentale(s) | Compétition(s) continentale(s) | Compétition(s) continentale(s) | Compétition(s) continentale(s) | Coupe du monde des clubs | Coupe du monde des clubs | Coupe du monde des clubs | Cameroun | Cameroun | Cameroun | Total | Total | Total |
| Saison                | Club                  | Division              | M.          | B.          | P.d.        | M.              | B.              | P.d.            | M.                | B.                | P.d.              | M.         | B.         | P.d.       | Comp.                          | M.                             | B.                             | P.d.                           | M.                       | B.                       | P.d.                     | M.       | B.       | P.d.     | M.    | B.    | P.d.  |
| 2007-2008             | Hambourg SV           | Bundesliga            | 13          | 0           | 0           | 3               | 1               | 1               | -                 | -                 | -                 | -          | -          | -          | C3+CI                          | 6+1                            | 2+0                            | 0+1                            | -                        | -                        | -                        | -        | -        | -        | 23    | 3     | 2     |
| 2008-2009             | Hambourg SV           | Bundesliga            | -           | -           | -           | -               | -               | -               | -                 | -                 | -                 | -          | -          | -          | -                              | -                              | -                              | -                              | -                        | -                        | -                        | -        | -        | -        | 0     | 0     | 0     |
| 2009-2010             | Hambourg SV           | Bundesliga            | -           | -           | -           | 1               | 0               | 0               | -                 | -                 | -                 | -          | -          | -          | C3                             | 1                              | 0                              | 0                              | -                        | -                        | -                        | -        | -        | -        | 2     | 0     | 0     |
| 2010-2011             | Hambourg SV           | Bundesliga            | 10          | 2           | 0           | 2               | 0               | 0               | -                 | -                 | -                 | -          | -          | -          | -                              | -                              | -                              | -                              | -                        | -                        | -                        | 6        | 1        | 1        | 18    | 3     | 1     |
| Sous-total            | Sous-total            | Sous-total            | 23          | 2           | 1           | 6               | 1               | 1               | 0                 | 0                 | 0                 | -          | -          | -          | -                              | 8                              | 2                              | 1                              | -                        | -                        | -                        | 6        | 1        | 1        | 43    | 6     | 4     |
| 2009-2010             | FC Nuremberg (prêt)   | Bundesliga            | 27          | 6           | 1           | 1               | 0               | 0               | -                 | -                 | -                 | -          | -          | -          | -                              | -                              | -                              | -                              | -                        | -                        | -                        | 4        | 1        | 0        | 32    | 7     | 1     |
| 2011-2012             | Mayence 05            | Bundesliga            | 34          | 10          | 4           | 3               | 0               | 0               | -                 | -                 | -                 | -          | -          | -          | C3                             | 1                              | 0                              | 0                              | -                        | -                        | -                        | 8        | 8        | 0        | 46    | 18    | 4     |
| 2012-2013             | Mayence 05            | Bundesliga            | 8           | 0           | 0           | 1               | 1               | 1               | -                 | -                 | -                 | -          | -          | -          | -                              | -                              | -                              | -                              | -                        | -                        | -                        | 1        | 0        | 0        | 10    | 1     | 1     |
| 2013-2014             | Mayence 05            | Bundesliga            | 32          | 10          | 3           | 2               | 1               | 0               | -                 | -                 | -                 | -          | -          | -          | -                              | -                              | -                              | -                              | -                        | -                        | -                        | 10       | 3        | 1        | 44    | 14    | 4     |
| Sous-total            | Sous-total            | Sous-total            | 74          | 20          | 7           | 6               | 2               | 1               | 0                 | 0                 | 0                 | -          | -          | -          | -                              | 1                              | 0                              | 0                              | -                        | -                        | -                        | 19       | 11       | 1        | 100   | 33    | 9     |
| 2014-2015             | Schalke 04            | Bundesliga            | 31          | 9           | 7           | 1               | 0               | 0               | -                 | -                 | -                 | -          | -          | -          | C1                             | 8                              | 1                              | 0                              | -                        | -                        | -                        | 9        | 0        | 1        | 49    | 10    | 8     |
| 2015-2016             | Schalke 04            | Bundesliga            | 28          | 6           | 2           | 2               | 0               | 1               | -                 | -                 | -                 | -          | -          | -          | C3                             | 6                              | 3                              | 0                              | -                        | -                        | -                        | 5        | 1        | 1        | 41    | 10    | 4     |
| 2016-2017             | Schalke 04            | Bundesliga            | 23          | 3           | 6           | 2               | 0               | 0               | -                 | -                 | -                 | -          | -          | -          | C3                             | 5                              | 0                              | 2                              | -                        | -                        | -                        | 1        | 0        | 0        | 31    | 3     | 8     |
| Sous-total            | Sous-total            | Sous-total            | 82          | 18          | 15          | 5               | 0               | 1               | 0                 | 0                 | 0                 | -          | -          | -          | -                              | 19                             | 4                              | 2                              | -                        | -                        | -                        | 15       | 1        | 2        | 121   | 23    | 20    |
| 2017-2018             | Stoke City FC         | Premier League        | 30          | 5           | 5           | 1               | 0               | 0               | 1                 | 0                 | 0                 | -          | -          | -          | -                              | -                              | -                              | -                              | -                        | -                        | -                        | 1        | 0        | 0        | 33    | 5     | 5     |
| 2018-2019             | Paris Saint-Germain   | Ligue 1               | 22          | 3           | 0           | 4               | 0               | 2               | 1                 | 0                 | 0                 | -          | -          | -          | C1                             | 4                              | 0                              | 0                              | -                        | -                        | -                        | 9        | 2        | 0        | 40    | 5     | 2     |
| 2019-2020             | Paris Saint-Germain   | Ligue 1               | 9           | 3           | 1           | 3               | 1               | 0               | 2                 | 1                 | 0                 | -          | -          | -          | C1                             | 6                              | 1                              | 0                              | -                        | -                        | -                        | 1        | 0        | 0        | 21    | 6     | 1     |
| Sous-total            | Sous-total            | Sous-total            | 31          | 6           | 1           | 7               | 1               | 2               | 3                 | 1                 | 0                 | -          | -          | -          | -                              | 10                             | 1                              | 0                              | -                        | -                        | -                        | 10       | 2        | 0        | 61    | 11    | 3     |
| 2020-2021             | Bayern Munich         | Bundesliga            | 22          | 3           | 0           | 1               | 2               | 1               | -                 | -                 | -                 | -          | -          | -          | C1                             | 7                              | 4                              | 0                              | 2                        | 0                        | 0                        | 2        | 0        | 0        | 34    | 9     | 1     |
| 2021-2022             | Bayern Munich         | Bundesliga            | 20          | 4           | 2           | 1               | 4               | 3               | -                 | -                 | -                 | 1          | 0          | 0          | C1                             | 4                              | 1                              | 0                              | -                        | -                        | -                        | 11       | 4        | 0        | 37    | 13    | 5     |
| 2022-2023             | Bayern Munich         | Bundesliga            | 19          | 10          | 2           | 4               | 3               | 2               | -                 | -                 | -                 | -          | -          | -          | C1                             | 7                              | 4                              | 0                              | -                        | -                        | -                        | 4        | 2        | 0        | 34    | 19    | 4     |
| 2023-2024             | Bayern Munich         | Bundesliga            | 27          | 2           | 3           | 2               | 1               | 0               | -                 | -                 | -                 | -          | -          | -          | C1                             | 5                              | 0                              | 0                              | -                        | -                        | -                        | 1        | 0        | 0        | 35    | 3     | 3     |
| 2023-2024             | Bayern Munich         | Bundesliga            | 27          | 2           | 3           | 2               | 1               | 0               | -                 | -                 | -                 | -          | -          | -          | C1                             | 5                              | 0                              | 0                              | -                        | -                        | -                        | 1        | 0        | 0        | 35    | 3     | 3     |
| Sous-total            | Sous-total            | Sous-total            | 88          | 19          | 7           | 8               | 10              | 7               | 0                 | 0                 | 0                 | 1          | 0          | 0          | -                              | 23                             | 9                              | 0                              | 2                        | 0                        | 0                        | 18       | 6        | 0        | 140   | 44    | 14    |
| 2025                  | Red Bulls de New York | MLS                   | 7           | 3           | 0           | -               | -               | -               | -                 | -                 | -                 | -          | -          | -          | -                              | -                              | -                              | -                              | -                        | -                        | -                        | -        | -        | -        | 7     | 3     | 0     |
| Total sur la carrière | Total sur la carrière | Total sur la carrière | 362         | 79          | 31          | 34              | 13              | 12              | 4                 | 1                 | 0                 | 1          | 0          | 0          | -                              | 61                             | 16                             | 3                              | 2                        | 0                        | 0                        | 73       | 21       | 4        | 537   | 130   | 50    |

### Buts internationaux
| Buts internationaux d'Eric Maxim Choupo Moting | Buts internationaux d'Eric Maxim Choupo Moting | Buts internationaux d'Eric Maxim Choupo Moting | Buts internationaux d'Eric Maxim Choupo Moting | Buts internationaux d'Eric Maxim Choupo Moting | Buts internationaux d'Eric Maxim Choupo Moting | Buts internationaux d'Eric Maxim Choupo Moting | Buts internationaux d'Eric Maxim Choupo Moting |
|                                                | Date                                           | Lieu                                           | Adversaire                                     | Score                                          | Résultat                                       | Compétition                                    |                                                |
| ---------------------------------------------- | ---------------------------------------------- | ---------------------------------------------- | ---------------------------------------------- | ---------------------------------------------- | ---------------------------------------------- | ---------------------------------------------- | ---------------------------------------------- |
| 1.                                             | 5 juin 2010                                    | Stade du Partizan, Belgrade, Serbie            | Serbie                                         | 4-3                                            | 19 - 3                                         | Match amical                                   |                                                |
| 2.                                             | 4 septembre 2010                               | Stade Anjalay, Belle Vue Maurel, Maurice       | Maurice                                        | 1-3                                            | 1 - 3                                          | Qualifications CAN 2012                        |                                                |
| 3.                                             | 3 septembre 2011                               | Stade Ahmadou-Ahidjo, Yaoundé, Cameroun        | Maurice                                        | 5-0                                            | 5 - 0                                          | Qualifications CAN 2012                        |                                                |
| 4.                                             | 7 octobre 2011                                 | Stade des Martyrs, Kinshasa, RD Congo          | RD Congo                                       | 2-3                                            | 2 - 3                                          | Qualifications CAN 2012                        |                                                |
| 5.                                             | 29 février 2012                                | Stade du 24 septembre, Bissau, Guinée-Bissau   | Guinée-Bissau                                  | 0-1                                            | 0 - 1                                          | Qualifications CAN 2013                        |                                                |
| 6.                                             | 2 juin 2012                                    | Stade Ahmadou-Ahidjo, Yaoundé, Cameroun        | RD Congo                                       | 1-0                                            | 1 - 0                                          | Éliminatoires Coupe du monde 2014              |                                                |
| 7.                                             | 10 juin 2012                                   | Stade Taïeb M'hiri, Sfax, Tunisie              | Libye                                          | 1-1                                            | 2 - 1                                          | Éliminatoires Coupe du monde 2014              |                                                |
| 8.                                             | 26 mai 2014                                    | Kufstein Arena, Kufstein, Autriche             | Macédoine du Nord                              | 0-2                                            | 0 - 2                                          | Match amical                                   |                                                |
| 9.                                             | 29 mai 2014                                    | Kufstein Arena, Kufstein, Autriche             | Paraguay                                       | 1-2                                            | 1 - 2                                          | Match amical                                   |                                                |
| 10.                                            | 1er juin 2014                                  | Borussia Park, Monchengladbach, Allemagne      | Allemagne                                      | 2-2                                            | 2 - 2                                          | Match amical                                   |                                                |
| 11.                                            | 30 mai 2016                                    | Stade de la Beaujoire, Nantes, France          | France                                         | 2-2                                            | 3 - 2                                          | Match amical                                   |                                                |
| 12.                                            | 12 octobre 2018                                | Stade Ahmadou-Ahidjo, Yaoundé, Cameroun        | Malawi                                         | 1-0                                            | 1 - 0                                          | Qualifications CAN 2019                        |                                                |
| 13.                                            | 23 mars 2019                                   | Stade Ahmadou-Ahidjo, Yaoundé, Cameroun        | Comores                                        | 1-0                                            | 3 - 0                                          | Qualifications CAN 2019                        |                                                |

## Palmarès

### Titres et trophées collectifs
- Hambourg SV
  - Vainqueur de la Coupe Intertoto en 2007

- Paris Saint-Germain
  - Champion de France en 2019 et 2020
  - Vainqueur de la Coupe de France en 2020
  - Vainqueur de la Coupe de la Ligue en 2020
  - Finaliste de la Ligue des champions en 2020
  - Finaliste de la Coupe de France en 2019

- Bayern Munich
  - Champion d'Allemagne en 2021, 2022 , 2023
  - Vainqueur de la Supercoupe d'Allemagne en 2021 et 2022
  - Vainqueur de la Coupe du monde des clubs de la FIFA en 2020

### Distinctions individuelles
- Médaille Fritz Walter d'argent du meilleur jeune U18 en 2007

### Record
- Son but face au Toulouse FC le 25 août 2019 permet au PSG de battre le record de matchs consécutifs (41) avec au moins une réalisation[38].